# Besnik Zukaj
Besnik Zukaj (sinh ngày 25 tháng 6 năm 1978) là một cầu thủ bóng đá Serbia gốc Albania. Anh hiện chơi cho SC Schöftland.